# Campeonato Mundial de Ciclismo en Pista de 2014
El CXI Campeonato Mundial de Ciclismo en Pista se celebró en Cali (Colombia) entre el 26 de febrero y el 2 de marzo de 2014 bajo la organización de la Unión Ciclista Internacional (UCI) y la Federación Colombiana de Ciclismo.
Las competiciones se realizaron en el Velódromo Alcides Nieto Patiño de la ciudad colombiana. Fueron disputadas 19 pruebas, 10 masculinas y 9 femeninas.

## Países participantes
Participaron 270 ciclistas (157 hombres + 113 mujeres) de 31 federaciones nacionales afiliadas a la UCI:
| África (CAC)    | América (COPACI)                                                                                    | Asia (ACYC)                                           | Europa (UEC) | Oceanía (OCF)                        |
| --------------- | --------------------------------------------------------------------------------------------------- | ----------------------------------------------------- | --- | ------------------------------------ |
| Sudáfrica (2/-) | Canadá (1/5) · Colombia (11/7) · Cuba (-/4) · Estados Unidos (1/7) · México (7/4) · Venezuela (1/-) | China (3/7) Hong Kong (2/3) Japón (5/4) Malasia (1/2) | Alemania (13/7) · Austria (2/-) · Bélgica (5/5) · Bielorrusia (5/2) · Dinamarca (6/1) · Eslovaquia (-/1) · España (10/4) · Francia (6/4) · Grecia (1/-) · Irlanda (2/1) · Italia (7/7) · Países Bajos (4/2) · Polonia (4/5) · Reino Unido (9/8) · República Checa (7/1) · Rusia (12/10) · Suiza (5/-) · Ucrania (6/5) | Australia (8/7) Nueva Zelanda (11/-) |

## Medallistas

### Masculino
| Evento                          | Oro                                                                                             | Plata                                                                                  | Bronce                                                                   |
| ------------------------------- | ----------------------------------------------------------------------------------------------- | -------------------------------------------------------------------------------------- | ------------------------------------------------------------------------ |
| Velocidad individual (02.03)    | François Pervis Francia                                                                         | Stefan Bötticher · Alemania                                                            | Denis Dmitriyev · Rusia                                                  |
| Velocidad por equipos (26.02)   | Nueva Zelanda Ethan Mitchell Sam Webster Edward Dawkins 42,840                                  | Alemania · René Enders · Robert Förstemann · Maximilian Levy · 42,885                  | Francia Grégory Baugé Kévin Sireau Michaël D'Almeida 43,285              |
| Persecución individual (27.02)  | Alexander Edmondson Australia 4:22,582                                                          | Stefan Küng · Suiza · 4:22,995                                                         | Marc Ryan Nueva Zelanda 4:22,895                                         |
| Persecución por equipos (26.02) | Australia Luke Davison Glenn O'Shea Alexander Edmondson Mitchell Mulhern Miles Scotson 3:57,907 | Dinamarca Casper von Folsach Lasse Norman Hansen Rasmus Quaade Alex Rasmussen 3:59,623 | Nueva Zelanda Aaron Gate Pieter Bulling Dylan Kennett Marc Ryan 3:58,989 |
| 1 km contrarreloj (28.02)       | François Pervis Francia 59,385                                                                  | Joachim Eilers · Alemania · 59,984                                                     | Simon van Velthooven Nueva Zelanda 1:00,518                              |
| Carrera por puntos (28.02)      | Edwin Ávila · Colombia · 70 pts.                                                                | Thomas Scully Nueva Zelanda 66 pts.                                                    | Eloy Teruel Rovira · España · 58 pts.                                    |
| Scratch (27.02)                 | Ivan Kovaliov · Rusia                                                                           | Martyn Irvine Irlanda                                                                  | Cheung King Lok Hong Kong                                                |
| Keirin (27.02)                  | François Pervis Francia                                                                         | Fabián Puerta Zapata · Colombia                                                        | Matthijs Büchli · Países Bajos                                           |
| Madison (02.03)                 | David Muntaner Juaneda · Albert Torres Barceló · España · 18 pts.                               | Martin Bláha · Vojtěch Hačecký · República Checa · 14 pts.                             | Stefan Küng · Théry Schir · Suiza · 7 pts.                               |
| Ómnium (01.03)                  | Thomas Boudat Francia 24 pts.                                                                   | Tim Veldt · Países Bajos · 28 pts.                                                     | Viktor Manakov · Rusia · 32 pts.                                         |

### Femenino
| Evento                          | Oro                                                                           | Plata                                                                                    | Bronce                                                             |
| ------------------------------- | ----------------------------------------------------------------------------- | ---------------------------------------------------------------------------------------- | ------------------------------------------------------------------ |
| Velocidad individual (01.03)    | Kristina Vogel · Alemania                                                     | Zhong Tianshi China                                                                      | Lin Junhong China                                                  |
| Velocidad por equipos (26.02)   | Alemania · Miriam Welte · Kristina Vogel · 32,440                             | China Lin Junhong Zhong Tianshi 32,239                                                   | Reino Unido Jessica Varnish Rebecca James 33,032                   |
| Persecución individual (28.02)  | Joanna Rowsell Reino Unido 3:30,318                                           | Sarah Hammer Estados Unidos 3:31,535                                                     | Amy Cure Australia 3:36,174                                        |
| Persecución por equipos (27.02) | Reino Unido Laura Trott Katie Archibald Elinor Barker Joanna Rowsell 4:23,407 | Canadá · Laura Brown · Jasmin Glaesser · Allison Beveridge · Stephanie Roorda · 4:24,696 | Australia Annette Edmondson Amy Cure Melissa Hoskins Isabella King |
| 500 m contrarreloj (27.02)      | Miriam Welte · Alemania · 33,451                                              | Anna Meares Australia 33,548                                                             | Anastasiya Voinova · Rusia · 33,789                                |
| Carrera por puntos (01.03)      | Amy Cure Australia 38 pts.                                                    | Stephanie Pohl · Alemania · 35 pts.                                                      | Jasmin Glaesser · Canadá · 35 pts.                                 |
| Scratch (26.02)                 | Kelly Druyts · Bélgica                                                        | Katarzyna Pawłowska · Polonia                                                            | Yevgueniya Romaniuta · Rusia                                       |
| Keirin (02.03)                  | Kristina Vogel · Alemania                                                     | Anna Meares Australia                                                                    | Rebecca James Reino Unido                                          |
| Ómnium (02.03)                  | Sarah Hammer Estados Unidos 14 pts.                                           | Laura Trott Reino Unido 20 pts.                                                          | Annette Edmondson Australia 24 pts.                                |

## Medallero
| Núm. | País            | Oro | Plata | Bronce | Total |
| ---- | --------------- | --- | ----- | ------ | ----- |
| 1    | Alemania        | 4   | 4     | 0      | 8     |
| 2    | Francia         | 4   | 0     | 1      | 5     |
| 3    | Australia       | 3   | 2     | 3      | 8     |
| 4    | Reino Unido     | 2   | 1     | 2      | 5     |
| 5    | Nueva Zelanda   | 1   | 1     | 3      | 5     |
| 6    | Colombia        | 1   | 1     | 0      | 2     |
| 6    | Estados Unidos  | 1   | 1     | 0      | 2     |
| 8    | Rusia           | 1   | 0     | 4      | 5     |
| 9    | España          | 1   | 0     | 1      | 2     |
| 10   | Bélgica         | 1   | 0     | 0      | 1     |
| 11   | China           | 0   | 2     | 1      | 3     |
| 12   | Canadá          | 0   | 1     | 1      | 2     |
| 12   | Países Bajos    | 0   | 1     | 1      | 2     |
| 12   | Suiza           | 0   | 1     | 1      | 2     |
| 15   | Dinamarca       | 0   | 1     | 0      | 1     |
| 15   | Irlanda         | 0   | 1     | 0      | 1     |
| 15   | Polonia         | 0   | 1     | 0      | 1     |
| 15   | República Checa | 0   | 1     | 0      | 1     |
| 19   | Hong Kong       | 0   | 0     | 1      | 1     |
|      | TOTAL           | 19  | 19    | 19     | 57    |